# Jan Wagenaar (waterpoloër)
Jan Wagenaar (Amersfoort, 7 juli 1965) is een voormalig Nederlandse waterpolospeler.
Wagenaar nam eenmaal deel aan de Olympische Spelen, in 1992. Hij eindigde met het Nederlands team op de negende plaats.
Jan Wagenaar speelde bij AZ&PC in Amersfoort. Tussentijds speelde hij ook nog voor HZ Zian te Den Haag en VZC Veenendaal.
In 1993 werd Wagenaar landkampioen van Nederland, hij was toen aanvoerder van AZ&PC.
Marc van Belkum · 
Bert Brinkman · 
Arie van de Bunt · 
Robert Havekotte · 
Koos Issard · 
John Jansen · 
Gijs van der Leden · 
Harry van der Meer · 
Hans Nieuwenburg · 
Remco Pielstroom · 
John Scherrenburg · 
Jalo de Vries · 
Jan Wagenaar